# Rachel McLish
 (juillet 2022).
Rachel McLish, née Rachel Livia Elizondo McLish, le 21 juin 1955 à Harlingen (Texas), est une championne américaine de culturisme féminin, actrice et auteur,,

## Biographie

### Jeunesse
Raquel Livia Elizondo naît en 1955 à Harlingen, au Texas. Elle est la deuxième plus jeune fille de Rafael, d'origine mexicaine, et de Raquel Elizondo. Elle fréquente le lycée d'Harlingen, où elle est pom-pom girl et deux fois nommée Cardinal's Football Sweetheart. Elle obtient son diplôme d'études secondaires en 1973, puis, en 1978, un diplôme de l' université du Texas-Pan American en physiologie et santé et nutrition,,.

### Culturisme

#### Carrière amateur
Pendant ses études universitaires, Rachel McLish travaille dans un club de sport à McAllen au Texas. Lorsqu'elle obtient son diplôme universitaire, le directeur du club, Javier Gutierrez, et elle forment un partenariat et fondent la Sport Palace Association à Harlingen. Avec le succès de la Sport Palace Association, elle ouvre deux autres installations à Corpus Christi et Brownsville (Texas) en 1980. Elle est encouragée à concourir en musculation par Lisa Lyon et Javier Gutierrez qui lui montrent des magazines avec des culturistes féminines. Elle décide de concourir parce que l'ouverture de son nouveau club coïncide avec un concours de culturisme féminin et que la musculation lui donne une plate-forme pour promouvoir le fitness auprès des femmes,,.

#### Carrière professionnelle
Rachel McLish a une importance historique particulière dans la musculation féminine en tant que sport. En 1980, elle remporte les premiers championnats des États-Unis et bat Auby Paulick pour remporter le tout premier concours IFBB Ms. Olympia cette année-là. Après sa victoire en 1980, aucune femme n'est apparue sur plus de couvertures de magazines au cours des cinq années suivantes. Elle est parrainée par Dynamics Health Equipment Manufacturing Corporation. Ces victoires, ainsi que son attrait visuel, apportent à la musculation féminine une nouvelle vague d'attention médiatique, qui est lancée par Lisa Lyon,.
Au cours d'une carrière compétitive qui ne dure que quatre ans, Rachel McLish montre une force résiliente, ne se classant jamais en dessous de la troisième place dans tous les concours auxquels elle participe. En 1981, elle perd son titre de Ms. Olympia au profit de Ritva Elomaa, car son physique n'est pas aussi défini que d'habitude. Au Ms. Olympia de 1982, elle bat Carla Dunlap pour récupérer son titre. Paulick et Dunlap montrent plus de muscle que McLish dans ces compétitions, mais aucune ne peut égaler son attrait général. Dunlap la bat lors du concours de la Caesars World Cup en 1983. Elle termine seconde controversée derrière Corinna Everson lors de l'édition 1984 de Ms. Olympia. Tel que cité par plusieurs magazines couvrant l'événement[réf. nécessaire], certains concurrents expriment leur surprise face à son classement élevé, car elle ne présente pas la masse musculaire portée par la plupart des meilleures femmes. Bien que Dunlap, qui termine cinquième, soit la défenderesse Ms. Olympia, la couverture de mars 1985 de Strength Training for Beauty de mars 1985 déclare « Cory détrône Rachel »,.
Après avoir terminé deuxième à l'IFBB Ms. Olympia de 1984, elle prend sa retraite de la compétition de musculation,.

### Carrière cinématographique
Rachel McLish est présentée dans le documentaire de George Butler de 1985 Pumping Iron II: The Women qui se concentre sur sa participation à la Caesars World Cup en 1983. Elle joue également dans les films Getting Physical (1984), Aigle de fer 3 (1992),  film de John Glen et Raven Hawk (1996), film de Albert Pyun. Ses rôles impliquent qu'elle joue le rôle d'une femme physiquement forte. Elle est l'une des premières femmes à endosser un tel rôle. Elle joue également dans le clip « Red Hot » de Herb Alpert,.
Elle partage la vedette aux côtés d'Arnold Schwarzenegger dans la vidéo d'instruction de fitness Shape Up (1982).

### Vie privée
Rachel McLish est chrétienne et se décrit comme une conservatrice compassionnelle. Alors qu'elle fréquente l'Université panaméricaine, elle rencontre John P. McLish, qu'elle épouse le 3 février 1979. Ils divorcent ensuite. En 1990, elle épouse le producteur de cinéma Ron Samuels. En 1996, son mari et elle vivent à Rancho Mirage, en Californie. En 2008, elle vend sa maison pour 3 millions de dollars au joueur des Red Sox de Boston, Coco Crisp,.

## Postérité
Rachel McLish est la première gagnante du titre de Ms. Olympia. Elle est l'une des personnalités les plus reconnaissables de la musculation. En janvier 1999, elle a été intronisée au IFBB Hall of Fame.

## Palmarès
- 1980 : US Bodybuilding Championship (Championnat américain de culturisme) - 1re
- 1980 : Frank Zane Invitational - 2e
- 1980 : IFBB Ms. Olympia - 1re
- 1981 : IFBB Ms. Olympia - 2e
- 1982 : Pro World Championship (Championnat du monde professionnel) - 1re
- 1982 : IFBB Ms. Olympia - 1re
- 1983 : Caesars World Cup - 3e
- 1984 : IFBB Ms. Olympia - 2e [8]

## Ouvrages
Rachel McLish est l'auteur de deux livres sur la musculation pour les femmes qui figurent sur la New York Times Best Seller list : Flex Appeal, by Rachel, et Perfect Parts.